# Cyklometrická funkce

Arkus sínus a arkus kosínus

Arkus tangens a arkus kotangens

Arkus sekans a arkus kosekans

Cyklometrické funkce jsou inverzní zobrazení ke goniometrickým funkcím.

## Definice
Mezi cyklometrické funkce patří:
- Arkus sinus – {\displaystyle \arcsin }
- Arkus kosinus – {\displaystyle \arccos }
- Arkus tangens – {\displaystyle \mathrm {arctg} }
- Arkus kotangens – {\displaystyle \mathrm {arccotg} }
- Arkus sekans – {\displaystyle \operatorname {arcsec} }
- Arkus kosekans – {\displaystyle \operatorname {arccsc} }

Aby mohla k libovolné funkci existovat inverzní funkce, daná funkce musí být prostá, to znamená, že různým dvěma prvkům musí přiřazovat dvě různé hodnoty. Protože jsou ale goniometrické funkce periodické, tzn. nejsou prosté, musíme nejprve ošetřit jejich definiční obor a také definiční obory goniometrických funkcí. To znamená, že vybereme jen tu podmnožinu definičního oboru dané geometrické funkce, na které je prostá.
| Goniometrické funkce                                                                                                   | Cyklometrické funkce                                                                         |
| Sinus: {\displaystyle \sin x} pro {\displaystyle x\in \langle \textstyle -{\frac {\pi }{2}};{\frac {\pi }{2}}\rangle } | Arkus sinus: {\displaystyle \arcsin x} pro {\displaystyle x\in \langle -1;1\rangle }         |
| Cosinus: {\displaystyle \cos x} pro {\displaystyle x\in \langle 0,\pi \rangle }                                        | Arkus cosinus: {\displaystyle \arccos x} pro {\displaystyle x\in \langle -1;1\rangle }       |
| Tangens: {\displaystyle \mathrm {tg} \,x} pro {\displaystyle x\in \textstyle (-{\frac {\pi }{2}};{\frac {\pi }{2}})}   | Arkus tangens: {\displaystyle \mathrm {arctg} \,x} pro {\displaystyle x\in \mathbb {R} }     |
| Cotangens: {\displaystyle \mathrm {cotg} \,x} pro {\displaystyle x\in (0,\pi )}                                        | Arkus cotangens: {\displaystyle \mathrm {arccotg} \,x} pro {\displaystyle x\in \mathbb {R} } |

## Vztahy mezi cyklometrickými a goniometrickými funkcemi

### sin a arcsin
{\displaystyle \arcsin(\sin x)=x}, pokud platí {\displaystyle \ |x|\leq {\frac {\pi }{2}}}
{\displaystyle \sin(\arcsin x)=x}, pokud platí {\displaystyle \ |x|\leq 1}

### cos a arccos
{\displaystyle \arccos(\cos x)=x}, pokud platí {\displaystyle \ 0\leq x\leq \pi }
{\displaystyle \cos(\arccos x)=x}, pokud platí {\displaystyle \ |x|\leq 1}

### tg a arctg
{\displaystyle \operatorname {arctg} (\operatorname {tg} x)=x}, pokud platí {\displaystyle \ |x|<{\frac {\pi }{2}}}
{\displaystyle \operatorname {tg} (\operatorname {arctg} x)=x}

### cotg a arccotg
{\displaystyle \operatorname {arccotg} (\operatorname {cotg} x)=x}, pokud platí {\displaystyle \ 0<x<\pi }
{\displaystyle \operatorname {cotg} (\operatorname {arcotg} x)=x}

## Vztahy mezi cyklometrickými funkcemi
{\displaystyle {\begin{aligned}\arcsin x&={\frac {\pi }{2}}-\arccos x=\operatorname {arctg} \left({\frac {x}{\sqrt {1-x^{2}}}}\right)={\frac {\pi }{2}}-\operatorname {arccotg} \left({\frac {x}{\sqrt {1-x^{2}}}}\right)\\[12pt]\arccos x&={\frac {\pi }{2}}-\arcsin x={\frac {\pi }{2}}-\operatorname {arctg} \left({\frac {x}{\sqrt {1-x^{2}}}}\right)=\operatorname {arccotg} \left({\frac {x}{\sqrt {1-x^{2}}}}\right)\\[12pt]\operatorname {arctg} x&=\arcsin \left({\frac {x}{\sqrt {1+x^{2}}}}\right)={\frac {\pi }{2}}-\arccos \left({\frac {x}{\sqrt {1+x^{2}}}}\right)={\frac {\pi }{2}}-\operatorname {arccotg} x\\[12pt]\operatorname {arccotg} x&={\frac {\pi }{2}}-\arcsin \left({\frac {x}{\sqrt {1+x^{2}}}}\right)=\arccos \left({\frac {x}{\sqrt {1+x^{2}}}}\right)={\frac {\pi }{2}}-\operatorname {arctg} x\end{aligned}}}
Dále platí:
{\displaystyle \operatorname {arccotg} x={\begin{cases}\operatorname {arctg} \displaystyle {\frac {1}{x}}\,,&{\text{pokud platí }}x>0,\\[12pt]\pi +\operatorname {arctg} \displaystyle {\frac {1}{x}}\,,&{\text{pokud platí }}x<0.\end{cases}}}

## Vztahy mezi cyklometrickými funkcemi se vzájemně opačnými argumenty
{\displaystyle {\begin{aligned}\arcsin(-x)&=-\arcsin x\\\arccos(-x)&=\pi -\arccos x\\\operatorname {arctg} (-x)&=-\operatorname {arctg} x\\\operatorname {arccotg} (-x)&=\pi -\operatorname {arccotg} x\end{aligned}}}

## Součty a rozdíly cyklometrických funkcí

### arcsinx+ arcsiny
{\displaystyle \arcsin x\,+\,\arcsin y={\begin{cases}\arcsin \left(x{\sqrt {1-y^{2}}}+y{\sqrt {1-x^{2}}}\right),&{\text{pokud platí }}xy\leq 0{\text{ nebo }}x^{2}+y^{2}\leq 1,\\[12pt]\pi -\arcsin \left(x{\sqrt {1-y^{2}}}+y{\sqrt {1-x^{2}}}\right),&{\text{pokud platí }}x>0,y>0,x^{2}+y^{2}>1,\\[12pt]-\pi -\arcsin \left(x{\sqrt {1-y^{2}}}+y{\sqrt {1-x^{2}}}\right),&{\text{pokud platí }}x<0,y<0,x^{2}+y^{2}>1.\end{cases}}}

### arcsinx− arcsiny
{\displaystyle \arcsin x\,-\,\arcsin y={\begin{cases}\arcsin \left(x{\sqrt {1-y^{2}}}-y{\sqrt {1-x^{2}}}\right),&{\text{pokud platí }}xy\geq 0{\text{ nebo }}x^{2}+y^{2}\leq 1,\\[12pt]\pi -\arcsin \left(x{\sqrt {1-y^{2}}}-y{\sqrt {1-x^{2}}}\right),&{\text{pokud platí }}x>0,y<0,x^{2}+y^{2}>1,\\[12pt]-\pi -\arcsin \left(x{\sqrt {1-y^{2}}}+y{\sqrt {1-x^{2}}}\right),&{\text{pokud platí }}x<0,y>0,x^{2}+y^{2}>1.\end{cases}}}

### arccosx+ arccosy
{\displaystyle \arccos x\,+\,\arccos y={\begin{cases}\arccos \left(xy-{\sqrt {1-x^{2}}}\cdot {\sqrt {1-y^{2}}}\right),&{\text{pokud platí }}x+y\geq 0,\\[12pt]2\pi -\arccos \left(xy-{\sqrt {1-x^{2}}}\cdot {\sqrt {1-y^{2}}}\right),&{\text{pokud platí }}x+y<0.\end{cases}}}

### arccosx− arccosy
{\displaystyle \arccos x\,-\,\arccos y={\begin{cases}-\arccos \left(xy+{\sqrt {1-x^{2}}}\cdot {\sqrt {1-y^{2}}}\right),&{\text{pokud platí }}x\geq y,\\[12pt]\arccos \left(xy+{\sqrt {1-x^{2}}}\cdot {\sqrt {1-y^{2}}}\right),&{\text{pokud platí }}x<y.\end{cases}}}

### arctgx+ arctgy
{\displaystyle \operatorname {arctg} x\,+\,\operatorname {arctg} y={\begin{cases}\operatorname {arctg} \left(\displaystyle {\frac {x+y}{1-xy}}\right),&{\text{pokud platí }}xy<1,\\[12pt]\pi +\operatorname {arctg} \left(\displaystyle {\frac {x+y}{1-xy}}\right),&{\text{pokud platí }}xy>1,x>0\\[12pt]-\pi +\operatorname {arctg} \left(\displaystyle {\frac {x+y}{1-xy}}\right),&{\text{pokud platí }}xy>1,x<0.\end{cases}}}

### arctgx− arctgy
{\displaystyle \operatorname {arctg} x\,-\,\operatorname {arctg} y={\begin{cases}\operatorname {arctg} \left(\displaystyle {\frac {x-y}{1+xy}}\right),&{\text{pokud platí }}xy>-1,\\[12pt]\pi +\operatorname {arctg} \left(\displaystyle {\frac {x-y}{1+xy}}\right),&{\text{pokud platí }}xy<-1,x>0\\[12pt]-\pi +\operatorname {arctg} \left(\displaystyle {\frac {x-y}{1+xy}}\right),&{\text{pokud platí }}xy<-1,x<0.\end{cases}}}

### arccotgx+ arccotgy
{\displaystyle \operatorname {arccotg} x\,+\,\operatorname {arccotg} y={\begin{cases}\operatorname {arccotg} \left(\displaystyle {\frac {xy-1}{x+y}}\right),&{\text{pokud platí }}x>-y,\\[10pt]\pi +\operatorname {arccotg} \left(\displaystyle {\frac {xy-1}{x+y}}\right),&{\text{pokud platí }}x<-y.\end{cases}}}

### arcsinx+ arccosx
{\displaystyle \arcsin x+\arccos x={\frac {\pi }{2}},} pokud platí {\displaystyle \ |x|\leq 1}

### arctgx+ arccotgx
{\displaystyle \operatorname {arctg} x+\operatorname {arccotg} x={\frac {\pi }{2}}}

## Vyjádření cyklometrických funkcí v logaritmickém tvaru
Cyklometrické funkce se dají také vyjádřit použitím logaritmů a komplexních čísel:
{\displaystyle {\begin{aligned}\arcsin x&{}=-\mathrm {i} \ln \left(\mathrm {i} x+{\sqrt {1-x^{2}}}\right)&{}\\[10pt]\arccos x&{}={\frac {\pi }{2}}\,+\mathrm {i} \ln \left(\mathrm {i} x+{\sqrt {1-x^{2}}}\right)={\frac {\pi }{2}}-\arcsin x&{}\\[10pt]\operatorname {arctg} x&{}={\frac {\mathrm {i} }{2}}\left(\ln \left(1-\mathrm {i} x\right)-\ln \left(1+\mathrm {i} x\right)\right)=\operatorname {arccotg} {\frac {1}{x}}\\[10pt]\operatorname {arccotg} x&{}={\frac {\mathrm {i} }{2}}\left(\ln \left(x-\mathrm {i} \right)-\ln \left(x+\mathrm {i} \right)\right)=\operatorname {arctg} {\frac {1}{x}}\end{aligned}}}

## Vztahy mezi trigonometrickými funkcemi a cyklometrickými funkcemi
Vztahy goniometrických a cyklometrických funkcí je možné jednoduše odvodit z pravoúhlého trojúhelníka ze znalosti Pythagorovy věty.
| {\displaystyle \theta }                   | {\displaystyle \sin \theta }                                                 | {\displaystyle \cos \theta }                                                 | {\displaystyle \operatorname {tg} \theta }                                                 | Diagram |
| ----------------------------------------- | ---------------------------------------------------------------------------- | ---------------------------------------------------------------------------- | ------------------------------------------------------------------------------------------ | ------- |
| {\displaystyle \arcsin x}                 | {\displaystyle \sin(\arcsin x)=x}                                            | {\displaystyle \cos(\arcsin x)={\sqrt {1-x^{2}}}}                            | {\displaystyle \operatorname {tg} (\arcsin x)={\frac {x}{\sqrt {1-x^{2}}}}}                |         |
| {\displaystyle \arccos x}                 | {\displaystyle \sin(\arccos x)={\sqrt {1-x^{2}}}}                            | {\displaystyle \cos(\arccos x)=x}                                            | {\displaystyle \operatorname {tg} (\arccos x)={\frac {\sqrt {1-x^{2}}}{x}}}                |         |
| {\displaystyle \operatorname {arctg} x}   | {\displaystyle \sin(\operatorname {arctg} x)={\frac {x}{\sqrt {1+x^{2}}}}}   | {\displaystyle \cos(\operatorname {arctg} x)={\frac {1}{\sqrt {1+x^{2}}}}}   | {\displaystyle \operatorname {tg} (\operatorname {arctg} x)=x}                             |         |
| {\displaystyle \operatorname {arccotg} x} | {\displaystyle \sin(\operatorname {arccotg} x)={\frac {1}{\sqrt {1+x^{2}}}}} | {\displaystyle \cos(\operatorname {arccotg} x)={\frac {x}{\sqrt {1+x^{2}}}}} | {\displaystyle \operatorname {tg} (\operatorname {arccotg} x)={\frac {1}{x}}}              |         |
| {\displaystyle \operatorname {arcsec} x}  | {\displaystyle \sin(\operatorname {arcsec} x)={\frac {\sqrt {x^{2}-1}}{x}}}  | {\displaystyle \cos(\operatorname {arcsec} x)={\frac {1}{x}}}                | {\displaystyle \operatorname {tg} (\operatorname {arcsec} x)={\sqrt {x^{2}-1}}}            |         |
| {\displaystyle \operatorname {arccsc} x}  | {\displaystyle \sin(\operatorname {arccsc} x)={\frac {1}{x}}}                | {\displaystyle \cos(\operatorname {arccsc} x)={\frac {\sqrt {x^{2}-1}}{x}}}  | {\displaystyle \operatorname {tg} (\operatorname {arccsc} x)={\frac {1}{\sqrt {x^{2}-1}}}} |         |

## Vyjádření nekonečným rozvojem
Rozvoj cyklometrických funkcí lze psát jako:
{\displaystyle {\begin{aligned}\arcsin z&=z\,+\,\left({\frac {1}{2}}\right){\frac {z^{3}}{3}}\,+\,\left({\frac {1\cdot 3}{2\cdot 4}}\right){\frac {z^{5}}{5}}\,+\,\left({\frac {1\cdot 3\cdot 5}{2\cdot 4\cdot 6}}\right){\frac {z^{7}}{7}}\,+\,\dots \ =\sum _{n=0}^{\infty }{\frac {{\binom {2n}{n}}z^{2n+1}}{4^{n}(2n+1)}}\,,\qquad {\text{je-li }}|z|\leq 1\\[10pt]\arccos z&={\frac {\pi }{2}}\,-\,\arcsin z={\frac {\pi }{2}}\,-\,\left(z+\left({\frac {1}{2}}\right){\frac {z^{3}}{3}}+\left({\frac {1\cdot 3}{2\cdot 4}}\right){\frac {z^{5}}{5}}+\dots \ \right)={\frac {\pi }{2}}\,-\,\sum _{n=0}^{\infty }{\frac {{\binom {2n}{n}}z^{2n+1}}{4^{n}(2n+1)}}\,,\qquad {\text{je-li }}|z|\leq 1\\[10pt]\operatorname {arctg} z&=z-{\frac {z^{3}}{3}}+{\frac {z^{5}}{5}}-{\frac {z^{7}}{7}}+\dots \ =\sum _{n=0}^{\infty }{\frac {(-1)^{n}z^{2n+1}}{2n+1}}\,,\qquad {\text{je-li }}|z|\leq 1,\ z\neq \pm \mathrm {i} \\[10pt]\operatorname {arccotg} z&={\frac {\pi }{2}}-\operatorname {arctg} z\ ={\frac {\pi }{2}}\,-\,\left(z-{\frac {z^{3}}{3}}+{\frac {z^{5}}{5}}-{\frac {z^{7}}{7}}+\dots \ \right)={\frac {\pi }{2}}\,-\,\sum _{n=0}^{\infty }{\frac {(-1)^{n}z^{2n+1}}{2n+1}}\,,\qquad {\text{je-li }}|z|\leq 1,\ z\neq \pm \mathrm {i} \\[10pt]\operatorname {arcsec} z&=\arccos {(1/z)}={\frac {\pi }{2}}\,-\,\left(z^{-1}+\left({\frac {1}{2}}\right){\frac {z^{-3}}{3}}+\left({\frac {1\cdot 3}{2\cdot 4}}\right){\frac {z^{-5}}{5}}+\dots \ \right)={\frac {\pi }{2}}\,-\,\sum _{n=0}^{\infty }{\frac {{\binom {2n}{n}}z^{-(2n+1)}}{4^{n}(2n+1)}}\,,\qquad {\text{je-li }}|z|\geq 1\\[10pt]\operatorname {arccsc} z&=\arcsin {(1/z)}=z^{-1}\,+\,\left({\frac {1}{2}}\right){\frac {z^{-3}}{3}}\,+\,\left({\frac {1\cdot 3}{2\cdot 4}}\right){\frac {z^{-5}}{5}}\,+\,\dots \ =\sum _{n=0}^{\infty }{\frac {{\binom {2n}{n}}z^{-(2n+1)}}{4^{n}(2n+1)}}\,,\qquad {\text{je-li }}|z|\geq 1\end{aligned}}}